# Hołowczyńscy herbu Łabędź

Herb Łabędź

Hołowczyńscy herbu Łabędź – polski, książęcy ród szlachecki o ruskich korzeniach, wymarły w XVII wieku. Według opinii historyków i heraldyków, ród ten pochodzi od Rurykowiczów.

## Etymologia nazwiska
Nazwisko Hołowczyńskich pochodzi od nazwy miejscowej Hołowczyn, zlokalizowanej w powiecie orszańskim. Według badań Józefa Wolffa, zaczęli się pisać tym nazwiskiem od drugiej połowy XVI wieku. 

## Historia
Protoplastą Hołowczyńskich był kniaź Matwiej Mikitynicz, który przybył do Polski w orszaku królowej Heleny, pochodzącej od książąt moskiewskich – żony króla Aleksandra Jagiellończyka. Z heraldyków polskich, ani Bartosz Paprocki, ani Szymon Okolski o tych kniaziach nie wspominają, jednakże Wojciech Kojałowicz w swym dziele świadczy, że Hołowczyńscy pochodzili z Hołowczyna. W drugiej połowie XVI wieku przybrali od niej nazwisko (Hołowczyńscy), zaś w XVII wieku dodali sobie jeszcze tytuł kniaziów Rapałowskich (Rafałowskich), na pamiątkę ich wzajemnego bliskiego pokrewieństwa.  
Kasper Niesiecki twierdzi, że sztychowana na mapie Genealogia Ogińskich wywodzi Hołowczyńskich od ruskich jedynowładców (Siewierskich, pochodzących z dynastii Rurykowiczów). Genealogia ta księciowi Teodorowi Siewierskiemu, naznacza dwóch synów, Jędrzeja i Iwana. Od Iwana wywodzą się książęta Rapałowscy i Hołowczyńscy.  
Ród przestał istnieć w 1658 roku, kiedy to ostatni z jego przedstawicieli, książę Mikołaj, zmarł bezdzietnie.

## Członkowie rodu

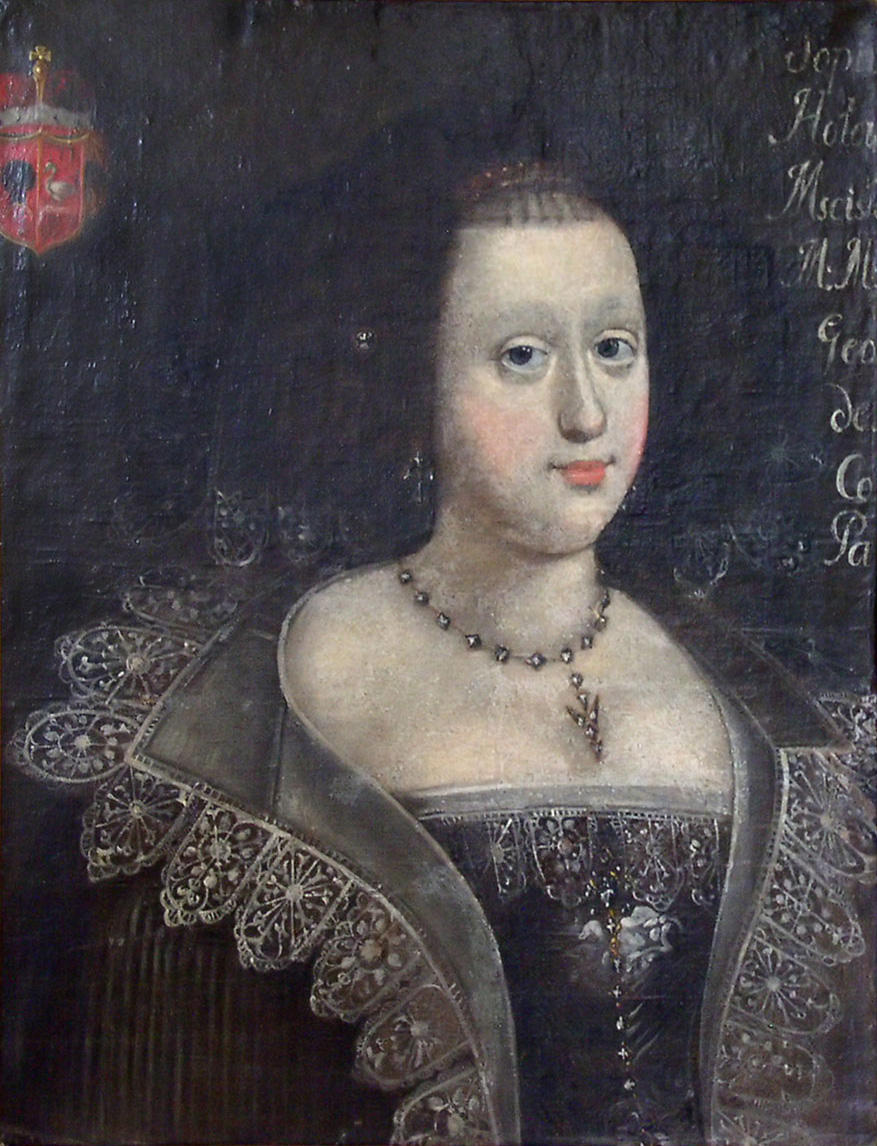
Zofia Hołowszczyńska, żona Hrehorego Sanguszki.

Nieznany z imienia kniaź Hołowczyński był wojewodą mścisławskim (nieznana jest również data jego urzędowania na tym stanowisku). Wiadome jest natomiast, że poślubił córkę Michała Wołowicza. Mieli dwóch synów; Samuela, chorążego orszańskiego i Mikołaja, pułkownika królewskiego. Jego brat rodzony, Jan, cześnik litewski, miał za żonę Helenę Wołowiczównę, podskarbiankę litewską.
Z rodu tego znany jest również niejaki Aleksander, kasztelan żmudzki, starosta lidzki, deputowany w roku 1611 do korektury praw Księstwa Litewskiego. Szymon Okolski wzmiankuje też jednego Hołowczyńskiego, który miał za żonę Chodkiewiczownę, kasztelankę trocką.

### Znani członkowie rodu
- Anna Hołowczyńska (zm. 1643)
- Jan Szczęsny Hołowczyński (zm. 1631)